# Ewa Synowska
Ewa Synowska, po mężu Rabiasz (ur. 19 sierpnia 1974 w Krakowie) – polska pływaczka, medalistka mistrzostw Europy, olimpijka z Barcelony 1992.

## Życiorys
W trakcie kariery sportowej (lata 198-1995) reprezentowała klub Korona Kraków. Wszechstronna pływaczka. Wielokrotna mistrzyni Polski:
- 50 m stylem dowolnym w latach 1991, 1993,
- 200 m stylem motylkowym w roku 1992,
- 200 m stylem zmiennym w latach 1990, 1993,
- 400 m stylem zmiennym w latach 1990, 1991, 1992, 1993.

Wielokrotna rekordzistka Polski zarówno na basenie 25-metrowym i 50-metrowym
Brązowa medalistka mistrzostw Europy w 1991 roku w Atenach na 400 metrów stylem zmiennym. Zajęła również 6. miejsce w wyścigu na 200 metrów stylem zmiennym
Uczestniczka mistrzostw Europy w roku 1993 w Sheffield podczas których zajęła 8. miejsce w wyścigu na 400 metrów stylem zmiennym oraz 4. miejsce w wyścigu na 200 metrów stylem zmiennym
Na igrzyskach w Barcelonie wystartowała w wyścigach na:
- 200 metrów stylem motylkowym zajmując 11. miejsce,
- 200 metrów stylem zmiennym zajmując 8. miejsce
- 400 metrów stylem zmiennym zajmując 8. miejsce.

## Rekordy życiowe[1]

### Basen 25-metrowy
- 50 m stylem dowolnym – 26,72 uzyskany 6 marca 1994 roku w Krakowie,
- 50 m stylem motylkowym – 28,83 uzyskany 21 stycznia 1994 w Oświęcimiu,
- 100 m stylem motylkowym – 1.02,96 uzyskany 6 czerwca 1993 roku w Oświęcimiu,
- 200 m stylem motylkowym – 2.12,28 uzyskany 20 marca 1994 w Gelsenkirchen,
- 100 m stylem zmiennym – 1.05,18 uzyskany 19 lutego 1994 w Lesznie,
- 200 m stylem zmiennym – 2.14,42 uzyskany 16 marca 1991 roku w Bonn,
- 400 m stylem zmiennym – 4.41,50 uzyskany 25 marca 1993 roku w Puławach,

### Basen 50-metrowy
- 50 m stylem dowolnym – 27,10 uzyskany 13 sierpnia 1993 roku w Oświęcimiu,
- 400 m stylem dowolnym – 4.24,94 uzyskany 6 czerwca 1993 w Oświęcimiu,
- 800 m stylem dowolnym – 9.04,79 uzyskany 13 sierpnia 1993 roku w Oświęcimiu,
- 100 m stylem klasycznym – 1.14,57 uzyskany 21 lipca 1991 roku w Oświęcimiu,
- 200 m stylem klasycznym – 2.38,27 uzyskany 19 lipca 1991 w Oświęcimiu,
- 50 m stylem motylkowym – 28,83 uzyskany 21 stycznia 1994 roku w Oświęcimiu,
- 100 m stylem motylkowym – 1.02,96 uzyskany 6 czerwca 1993 roku w Oświęcimiu,
- 200 m stylem motylkowym – 2.13,61 uzyskany 31 lipca 1992 roku w Barcelonie,
- 200 m stylem zmiennym –  2.16,88 uzyskany 30 lipca 1992 roku w Barcelonie,
- 400 m stylem zmiennym –  4.46,00 uzyskany 26 lipca 1992 roku w Barcelonie,